# Зазулин, Василий Яковлевич
Зазулин Василий Яковлевич (1902 — ?) — начальник УНКВД Смоленской области.

## Биография
Родился в 1902 г. в городе Подольск Московской губернии в семье крестьянина-середняка. В 1913 г. окончил церковно-приходскую школу, села Якшино; рабфак Тимирязевской сельскохозяйственной академии (1922—1925); текстильный факультет Московского инженерно-экономического института (1932).
Член ВЛКСМ (1920—1926).
Рабочий-подавальщик на текстильной фабрике братьев Медведевых, село Венюково Подольского уезда (1913—1919).

## Карьера
В РККА: рядовой 167 стрелкового полка Особой дивизии, адъютант штаба 164 стрелкового полка 55 бригады 19 стрелковой дивизии (1919—1921).
Инструктор, заведующий экономико-правовым отделом Подольского уездного комитета РКСМ (1921—1922); секретарь ячейки ВЛКСМ, заведующий культурно-пропагандистским сектором ячейки ВКП(б), председатель фабкома фабрики «Красная работница», Москва (1925—1930).
В органах ОГПУ—НКВД: практикант ЭКО ПП ОГПУ по Московской области (1930—1931); уполномоченный ЭКО ПП ОГПУ по Московской области (1931—1932); оперативный уполномоченный ЭКО ПП ОГПУ по Московской области (1932 — 10 июля 1934); оперативный уполномоченный ЭКО УГБ УНКВД Московской области (10 июля 1934—1935); начальник отделения ЭКО УГБ УНКВД Московской области (1935 — ?); начальник 6 отделения ЭКО УГБ УНКВД Московской области (? (упом. в июле 1936) — ноябрь 1936); начальник отделения КРО УГБ УНКВД Московской области (ноябрь 1936 — декабрь 1936); начальник 7 отделения 3 отдела УГБ УНКВД Московской области (1937 — 2 сентября 1937); помощник начальника 3 отделения УГБ УНКВД Московской области 2 сентября 1937 — 1 октября 1937); с 1 октября 1937 г. в УНКВД Тульской области, начальник 3 отделения УГБ УНКВД Тульской области (15 ноября 1937 — 31 марта 1938); заместитель начальника УНКВД Тульской области (31 марта 1938 — 22 мая 1938). нач. УНКВД Смоленской обл. (22 мая 1938 — 22 января 1939).
Арестован 22 января 1939 г.; приговорён ВКВС СССР 4 мая 1939 г. по ст. 58-1"а", 17-58-8, 58-7, 58-11 УК РСФСР к 20 годам лишения свободы; в 1941 г. находился в Ухто-Ижемском ИТЛ НКВД; освобождён 20 сентября 1954 из Норильского ИТЛ по определению Красноярского краевого суда от 17 сентября 1954; находился в ссылке (сентября 1954 — 10 апреля 1956); освобождён из ссылки по Указу Президиума Верховного Совета СССР от 10 марта 1956 г.
Не реабилитирован.